# Yana Daniels
Yana Daniels est une joueuse de football belge, née le 8 mai 1992. Elle joue actuellement à Liverpool.

## Biographie
Elle débute dans le football à l'âge de six ans au FC Goalgetters. Par après, elle joue au KSK Maldegem. A quinze ans, elle est transférée à Oud-Heverlee Louvain, elle reste deux ans dans le club louvaniste. En 2009, elle part au Saint-Trond VV. En 2012, elle arrive au Lierse SK. En juin 2014, elle est transférée au FC Twente, double champion de la BeNe Ligue. Fin 2016, elle est transférée au RSC Anderlecht. En juin 2017, elle part en Angleterre, à Bristol City, elle y reste une saison. En juillet 2018, elle est transférée au Liverpool Ladies Football Club, elle signe pour deux ans, elle met fin à son contrat après une saison. Le 12 juillet 2019, elle rejoint Bristol City.

## Palmarès
- Championne des Pays-Bas (1) : 2015
- Coupe des Pays-Bas (1) : 2015
- Doublé Championnat des Pays-Bas-Coupe des Pays-Bas (1) : 2015
- Finaliste de la Super Coupe de Belgique (1) : 2013

 Équipe de Belgique
- Pinatar Cup (1) :
  - Vainqueur : 2022.